# Калита (Смолевицький район)
Калита (біл. вёска Каліта) — село в складі Смолевицького району Мінської області, Білорусь. Село підпорядковане Драчківській сільській раді, розташоване в центральній частині області.